# Beloecha

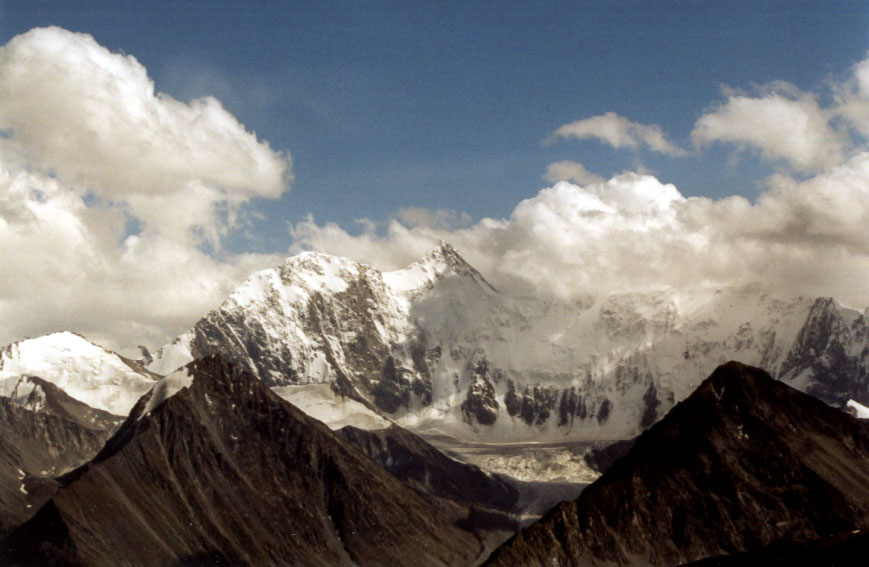
Beloecha

De Beloecha (Russisch: Белуха; Altajs: Muztau), deel uitmakend van het Katoenbergrug, is de hoogste berg van het Altajgebergte. Het is de op een na hoogste van Siberië na de Kljoetsjevskaja Sopka. Hij maakt deel uit van het UNESCO Werelderfgoed Gouden Bergen van de Altaj.
De Beloecha heeft twee toppen. De oostelijke top (4506 m) is hoger dan de westelijke (4440 m). Ze liggen langs de grens van Rusland en Kazachstan, niet zo ver van de grens tussen China en Mongolië. Er zijn verschillende kleine gletsjers van waaruit de rivier Katoen ontspringt.
De berg werd voor het eerst in 1914 succesvol beklommen door de gebroeders Tronov. Hoewel de Altaj ten opzichte van andere Aziatische gebergtes laag is, is een grondige planning en veel tijd nodig om een beklimming succesvol te kunnen afronden.